# 何啟明 (工聯會)
何啟明，JP（1985年1月6日—），祖籍廣東東莞，是香港建制派政治人物，亦是香港工聯會黨員，現任勞工及福利局副局長，曾任香港立法會議員（2016年－2020年，勞工界）及香港觀塘區議會栢雅選區議員（2012年－2019年）。

## 政治生涯
何啟明於2011年香港區議會選舉首次參選觀塘區議會栢雅選區，挑戰擔任17年的時任區議員鄧志豪，最終以2019票（得票率：55.53%）對1617票（得票率：44.47%）當選。2015年香港區議會選舉以2,666票擊敗其餘兩名候選人得以成功連任。
2016年香港立法會選舉，何啟明與建制派黨友陸頌雄於勞工界功能界別自動當選。於2019年香港區議會選舉中落敗，結束其8年的區議員生涯。
2020年5月30日，政府宣布委任何啟明為勞工及福利局副局長，並於同年6月1日正式履新。

### 區議會
歷屆選舉結果
| 政党   | 政党       | 候选人    | 票数  | %     | ±      |
| ------ | ---------- | --------- | ----- | ----- | ------ |
|        | 工聯會     | ①. 何啟明 | 3,076 | 43.70 | -17.84 |
|        | 獨立民主派 | ②. 陳宇明 | 138   | 1.96  | -33.31 |
|        | 民主黨     | ③. 陳汶堅 | 3,825 | 54.34 | 不適用 |
| 多数票 | 多数票     | 多数票    | 749   | 10.64 | 不適用 |

| 政党   | 政党   | 候选人    | 票数  | %     | ±      |
| ------ | ------ | --------- | ----- | ----- | ------ |
|        | 獨立   | ①. 余瑞生 | 138   | 3.19  | 不適用 |
|        | 工聯會 | ②. 何啟明 | 2,666 | 61.54 | +6.01  |
|        | 公民黨 | ③. 陳宇明 | 1,528 | 35.27 | 不適用 |
| 多数票 | 多数票 | 多数票    | 1,138 | 26.27 | 不適用 |

| 政党   | 政党   | 候选人    | 票数  | %     | ±      |
| ------ | ------ | --------- | ----- | ----- | ------ |
|        | 無黨派 | ①. 鄧志豪 | 1,617 | 44.47 | -7.92  |
|        | 工聯會 | ②. 何啟明 | 2,019 | 55.53 | 不適用 |
| 多数票 | 多数票 | 多数票    | 402   | 11.06 | 不適用 |

## 學歷及專業資格
- 德信學校
- 九龍華仁書院 2002年中五畢業，2004年中七畢業[5]
- 香港中文大學 新亞書院 哲學系（畢業於2007年）
- 香港中文大學 學位教師教育文憑課程（畢業於2008年）[6][7]

## 外部連結
- 何啟明議員辦事處（页面存档备份，存于）
- 啟明辦公室 （页面存档备份，存于）

| 官衔          | 官衔                                                       | 官衔          |
| ------------- | ---------------------------------------------------------- | ------------- |
| 前任： 徐英偉 | 勞工及福利局副局長 2020年6月1日－                          | 現任          |
| 議會席位      |                                                            |               |
| 香港立法會    |                                                            |               |
| 前任： 鄧家彪 | 香港立法會 勞工界功能界別議員 2016年10月1日－2020年5月31日 | 繼任： 梁子穎 |
| 前任： 鄧志豪 | 觀塘區議會 栢雅選區區議員 2012年1月1日－2019年12月31日     | 繼任： 陳汶堅 |